# Droga wojewódzka nr 386
Droga wojewódzka nr 386 (DW386) – droga wojewódzka łącząca DW381 w Gorzuchowie z DW387 w Ścinawce Średniej. Droga ma długość ok. 8 km.

## Miejscowości leżące przy trasie DW386
- Gorzuchów
- Ścinawka Dolna
- Ścinawka Średnia